# A.S.D. Pink Sport Time
La Associazione Sportiva Dilettantistica Pink Sport Time, también conocida como Pink Sport Time o Pink Bari, es una entidad polideportiva italiana de la ciudad de Bari, en Apulia. Fue fundada en 2001.
Es conocida principalmente por su equipo de fútbol femenino, que en la temporada 2021-22 participará en la Serie B de Italia, tras descender de la Serie A.

## Historia
La entidad polideportiva fue fundada en agosto de 2001 por un grupo de ex-atletas para promocionar el deporte femenino; fueron creados un equipo de baloncesto y otro de fútbol. En 2004, este último se afilió a la Federación Italiana de Fútbol. En 2014, logró su primer ascenso a la Serie A. En su primera temporada en la máxima división italiana, el Pink Bari finalizó en el 12º lugar, pero permaneció en la Serie A por la falta de inscripción del Sassari Torres. Tras el descenso a la Serie B en 2016, ascendió de nuevo a la Serie A la temporada siguiente. En 2019, finalizó en el 11º lugar pero, gracias a un repechaje, logró inscribirse en la máxima división. En la temporada 2019-20, terminó décimo; el año siguiente, terminó último en el campeonato con solo tres puntos y debió descender a la categoría de plata.

## Estadio
El equipo de fútbol disputa sus partidos de local en el Estadio Antonio Antonucci de Bitetto, una localidad en la Ciudad metropolitana de Bari, con capacidad para 600 espectadores.

## Palmarés

### Torneos nacionales
- Serie B (2):

2013-14, 2016-17

### Torneos juveniles
- Campeonato Primavera (1):

2017-18